# Triraphis
Triraphis  es un género de plantas herbáceas,  perteneciente a la familia de las poáceas. Es originario de África tropical, y de Australia.

## Etimología
El nombre del género deriva de las palabras griegas tria (tres) y raphis (aguja), refiriéndose a los tres lemas barbados. 

## Especies
| - Triraphis abyssinica - Triraphis andropogonoides - Triraphis argos - Triraphis bacchusi - Triraphis bolivari - Triraphis borgesi - Triraphis bromoides - Triraphis capensis - Triraphis compacta - Triraphis danthonioides - Triraphis denia - Triraphis devia - Triraphis diantha - Triraphis discoideus - Triraphis elliotii - Triraphis eumekes | - Triraphis fleckii - Triraphis fuciceps - Triraphis fuscipennis - Triraphis glomerata - Triraphis guarusa - Triraphis hendrixi - Triraphis hieronymi - Triraphis imperator - Triraphis longipes - Triraphis madagascariensis - Triraphis microdon - Triraphis mollis - Triraphis nana - Triraphis ornatus - Triraphis picadoi - Triraphis poei | - Triraphis pumilio - Triraphis pungens - Triraphis purpurea - Triraphis ramosissima - Triraphis rectilineatus - Triraphis rehmannii - Triraphis retanai - Triraphis rigidissima - Triraphis schinzii - Triraphis schlechteri - Triraphis simphlex - Triraphis tricolor - Triraphis vallejoi - Triraphis weberae - Triraphis welwitschii - Triraphis zela |